# زنی بین گرگ و سگ
زنی بین گرگ و سگ (به انگلیسی: Woman Between Wolf and Dog) یک فیلم درام محصول مشترک بلژیک و فرانسه سال ۱۹۷۹ به کارگردانی آندره دلوو است. این فیلم در جشنواره فیلم کن ۱۹۷۹ جایزه André CCavens را برای بهترین فیلم توسط انجمن منتقدان فیلم بلژیک (UCC) دریافت کرد. فیلم همچنین به عنوان نماینده بلژیک برای جایزه اسکار بهترین فیلم خارجی‌زبان در پنجاه و دومین دوره جوایز اسکار انتخاب شد، اما به عنوان نامزد پذیرفته نشد.

## بازیگران فیلم
- ماری-کریستین بارو در نقش لیو
- روتخر هاور در نقش آدریان
- راجر ون هول در نقش فرانسوا
- سنه روفر در نقش کشیش
- برت اندره در نقش اسلگر
- رف ریمن در نقش اوام جرجس
- هکتور کاملینک در نقش عمو ادیلون
- متیو کریر در نقش سربازی از آلمان
- ایو روبر در نقش ورکمان
- تین بالدر در نقش تانته میانی
- جنی تانگه در نقش تانته آنا
- گرتا ون لانگندونک در نقش سوزان
- جینین بیسکوپ در نقش تانت لئوتین
- جانی وونرز در نقش عمو ناند
- مارک بوبر
- ژان کلود ون دام (نقش کوتاه)[۳]